# Tara Hetharia
 (octobre 2018).
Si vous disposez d'ouvrages ou d'articles de référence ou si vous connaissez des sites web de qualité traitant du thème abordé ici, merci de compléter l'article en donnant les références utiles à sa vérifiabilité et en les liant à la section « Notes et références ».
Tara Hetharia, née le 29 septembre 1995 à Hilversum, est une actrice, doubleuse, danseuse et chanteuse néerlandaise.

## Filmographie

### Cinéma
- 2006 : Het monsterlijk toilet : Ester
- 2007 : Het boze oog (nl) : Salimah
- 2011 : Mijn vader is een detective: De wet van 3 (nl) : Mara[2]
- 2012 : Mijn vader is een detective: The Battle (nl) : Mara
- 2016 : Hart Beat : Amy[3]
- 2017 : Pestkop (nl) : Suus

### Télévision
- 2008 : Roxy Hunter (nl) : Roxy Hunter
- Depuis 2007 : SpangaS : Wieteke van Vrijberghe[4]
- 2010-2013 : Big Time Rush : Katie Knight
- Depuis 2012 : Lab Rats : (deux rôle) Janelle et Caitlin
- Depuis 2012 : A.N.T. Farm : Chyna
- Depuis 2014 : Pokémon : Serena
- Depuis 2014 : Girl Meets World : Riley
- 2014-2016 : Verhekst! : Andi Cruz
- 2016 : WITS Academie : Andi Cruz
- Depuis 2015 : Evermoor : Sorsha
- Depuis 2015 : 100 Dingen te doen voor de middelbare school : CJ Martin
- 2016 : Les Thunderman : Phoebe

## Discographie

### Comédies musicales
- 2005-2006 : Le Roi lion : Nala
- 2008-2009 : Les misérables : Cosette
- 2014 : A Feel Bad Musical : Misery